# Phallomycetidae
Die Phallomycetidae ist eine Unterklasse der Agaricomycetes und umfasst sehr unterschiedliche Formen wie die Stinkmorchel, Schweinsohren oder die Erdsterne.

## Merkmale

### Makroskopische Merkmale
Die Fruchtkörper können trüffelähnlich eingegraben oder oberirdisch ausgebildet sein. Sie wachsen einzeln oder in Büscheln und haben sehr verschiedene Formen: So wachsen sie resupinat, sekotioid, effuso-reflex, hutförmig, gewunden, trichterförmig, korallenformig, keulig, sternförmig, oder mit einem einzelnen oder verzweigten Rezeptakulum, das aus einem Hexenei entspringt. Oft werden auffällige Rhizomorphe am Grunde der Fruchtkörper gebildet, die manchmal dichte Hyphenmatten bilden können. Die Fruchtschicht (Hymenium) wird manchmal durch Eisensulfat blau. Die Gleba der gasteroiden Arten kann schleimig, knorpelig oder pudrig bei Reife sein mit einer grauen bis grünen, oliven, (zimt)braunen oder schwarzen Farbe.

### Mikroskopische Merkmale
Die Sporen werden entweder auf einer Fruchtschicht oder innerhalb der Gleba gebildet, sie werden manchmal aktiv geschleudert (ballistospor). Sie können kugelig, elliptisch, länglich, zylindrisch, spindelig, glatt warzig, stachelig geformt sein. Sie sind hyalin bis braun und oft auch cyanophil.

## Ökologie
Durch die vielfältigen Formen ist auch die ökologische Lebensweise sehr vielfältig. Viele Arten leben saprob in verschiedensten Ökosystemen, aber es sind auch Ektomycorrhiza bekannt.

## Systematik
Die Unterklasse entspricht den von Kirk et al. beschriebenen Phallales im "Dictionary of the fungi" bzw. der "gomphoid-phalloid" Klade bei Hibbett und Thorn (2001). Den Namen Phallomycetidae verwendete bereits Locquin (1984), aber ohne lateinische Diagnose, daher wurde sie erst 2006 durch K. Hosaka, Castellano & Spatafora gültig beschrieben.
Die Unterklasse besteht aus vier Ordnungen, die Typusordnung sind die Stinkmorchelartigen:
- Ordnung Erdsternartige – Geastrales
- Ordnung Schweinsohrartige – Gomphales
- Ordnung Schwanztrüffelartige – Hysterangiales
- Ordnung Stinkmorchelartige – Phallales